# Heat Beats Live
Heat Beats Live är ett livealbum av Mats/Morgan Band, utgivet 2008 av Cuneiform Records. Låtarna består av material från olika konserter mellan 2005 och 2007. På skivan ingår även en DVD (Editerat av Lasse Niemelä) med filmat material av Morgan Ågren där man får se olika klipp mellan 1991 och 2007. Även en del av låtarna som finns på skivan kan man även se på DVD:n. På DVD:n medverkar även artister som Freddie Wadling, Fläskkvartetten och Fredrik Thordendal.

## Låtlista

### CD
1. "The Return of Advokaten" (Mats Öberg) – 7:58
  - Morgan Ågren – trummor
  - Tommy Tordsson – bas
2. "Rhinecliff Hotel" (Morgan Ågren, Mats Öberg) – 6:01
  - Morgan Ågren – trummor
  - Mats Öberg – piano
3. "Mats Jingle" (Mats Öberg) – 5:04
  - Morgan Ågren – trummor
  - Mats Öberg – keyboards
4. "Pulse" (Mats Öberg) – 1:59
  - Morgan Ågren – trummor
  - Robert Elovsson – keyboards
5. "Friis" (Morgan Ågren) – 0:45
  - Morgan Ågren – keyboards
6. "Tvingle" (Mats Öberg) – 5:52
  - Morgan Ågren – trummor
  - Tommy Tordsson – bas
7. "Watch Me Pleasure" (Morgan Ågren) – 3:33
  - Morgan Ågren – trummor
  - Mats Öberg – keyboards
8. "Hermetoast" (Morgan Ågren) – 0:21
  - Morgan Ågren – keyboards
9. "The Bösendorfer of Advokaten" (Mats Öberg) – 11:19
  - Morgan Ågren – trummor, harpa
  - Martin Stenberg – altsaxofon
10. "Riff at Play" (Morgan Ågren) – 0:12
  - Morgan Ågren – trummor
  - Tommy Tordsson – bas
11. "Truvas Rumba" (Mats Öberg) – 5:08
  - Morgan Ågren – trummor
  - Tommy Tordsson – bas
12. "Cry of Laika" (Mats Öberg) – 3:43
  - Mats Öberg– keyboards, munspel

Total tid: 49:55 
 Spår 1, 6, 10, 11 och 12 är inspelade av Jacques Vivante på Le Triton, Le Lilas, Frankrike, september 2005. 
 Spår 2, 3, 7 och 9 är inspelade av Pawel Lucki på Club Fasching, Stockholm, Sverige, april 2007. 
 Spår 4 är inspelad av Kai Sandström/Pawel Lucki på Club Fasching, Stockholm, Sverige, maj 2005.

## DVD

### Tourbook-låtlista
1. "Proppellerhäst" (Mats/Morgan Band, Sthlm 2007)
2. "Truvas Rumba" (Mats/Morgan Band, Le Lilas 2005)
3. "Solo drums" (Verviers 2004)
4. "Drumkit From Hell session 1" (Umeå 2006)
5. "Solo drums" (Kungsbacka 2004)
6. "Mats Jingle" (Mats/Morgan Band, Sthlm 2007)
7. "Christer Karlberg Trio" (Sthlm 2005)
8. "[box]" (session 1, Oslo 2007)
9. "Sol Niger Within" (Fredrik Thordendal, Sthlm 2001)
10. "Solo drums" (Göteborg 1999)
11. "Lick My Decals Off, Baby" (Captain Beefheart tribute, Sthlm 1995)
12. "Watch Me Pleasure" (Mats/Morgan Band, Sthlm 2007)
13. "Tvingle" (Mats/Morgan Band, Le Lilas 2005)
14. "Solo drums" (Umeå 2004)
15. "Off Punk" (Fleshquartet, Sthlm ca. 1991)
16. "Drumkit From Hell session 2" (Umeå 2006)
17. "Magma/C. Vander tribute session" (Sthlm 2005)
18. "Rhinecliff Hotel" (Mats/Morgan Band, Sthlm 2007)
19. "The Return of Advokaten" (Mats/Morgan Band, Le Lilas 2005)
20. "Solo drums" (Sthlm 1996)
21. "Simon Steensland Kamikaze United" (Sthlm 2004)
22. "Solo drums" (Sthlm ca. 1996)
23. "P. Tjernberg Inside Information session" (Sthlm 2006)
24. "Solo drums" (Le Lilas 2005)
25. "Sol Niger Within session" (F. Thordendal, Umeå 1996)
26. "Solo drums" (Metz 2003)
27. "[box]" (session 2, Oslo 2007)
28. "ADAT Dropouts I Love You" (Mats/Morgan Band, Sthlm 2007)
29. "Solo drums" (Sthlm 1994)
30. "Daisy" (Mats/Morgan Band, Sthlm 2005)
31. "Jannis Eliasson Band" (Sthlm 1997)
32. "En schizofrens dagbok" (Mats/Morgan Band, Sthlm 2001)
33. "Advokaten" (Mats/Morgan Band, Sthlm 2001)
34. "Solo drums" Sthlm 1994)
35. "Solo drums" (various)
36. "Solo drums" (Sthlm 1994)

Total tid: 1 tim, 49 min